# Pilatus PC-24
O Pilatus PC-24 é um avião executivo bimotor a jato, monoplano e de asa-baixa, em fase de desenvolvimento pela empresa suíça Pilatus Aircraft. A aeronave foi apresentada ao público em 21 de Maio de 2013, tendo realizado seu primeiro voo e 11 de Maio de 2015. O PC-24 está previsto para entrar em serviço em meados de 2017.

## Desenvolvimento
Durante os anos 1990, a Pilatus tinha apresentado o Pilatus PC-12, um monomotor turboélice executivo. Como o PC-12 rapidamente provou ser um sucesso comercial, a Pilatus procurou acompanhar com uma aeronave complementar e começou a coletar feedback de clientes do tipo. Em resposta a essa solicitação, vários clientes expressaram o desejo de uma aeronave que possuísse uma maior velocidade e alcance do que o PC-12, mantendo a robustez geral e a capacidade de utilizar pistas muito curtas. Com base nesse feedback, a Pilatus cogitou o desenvolvimento de tal aeronave. Em 2007, a Pilatus iniciou o trabalho no programa. O desenvolvimento da aeronave foi realizado utilizando os fundos existentes da empresa.
Designado como PC-24, a Pilatus decidiu que o novo design usaria motores a jato, escolhendo um par de turbofans Williams FJ44, sendo o PC-24 a primeira aeronave a jato da empresa. Para além da escolha de propulsão, várias outras características únicas foram desenvolvidos para o PC-24: a Pilatus e Honeywell cooperativamente projetaram o cockpit avançado para a aeronave. Isto destina-se a reduzir a carga de trabalho e permite que o PC-24 seja operado com um único piloto. Vários aviões comerciais concorrentes foram identificados no início, incluindo Embraer Phenom 300 e o Cessna Citation CJ4.
Em 21 de maio de 2013, o PC-24 foi apresentado ao público na conferência European Business Aviation Association (EBACE), em Genebra. Na época, o presidente da Pilatus, Oscar Schwenk, alegou que o PC-24 não se encaixava em nenhuma das categorias de jatos executivos existentes e afirmou que a aeronave era única e que combinava a versatilidade de um turboélice, com o tamanho de cabine e o desempenho de um jato leve.
Em 01 de Agosto de 2014, o P01 (HB-VXA), o primeiro dos três protótipos do PC-24, foi finalizado. Cada um destes três protótipos possuem diferentes funções no programa de desenvolvimento: o P01 destina-se a explorar o envelope de voo, o P02 é principalmente para testar a integração de aviônicas e piloto automático, realizando testes nos Estados Unidos, enquanto P03 será representativo de aeronaves de produção e incorporará melhorias feitas com base no trabalho de desenvolvimento realizado com os outros dois protótipos.
O primeiro voo do protótipo P01 tinha sido inicialmente previsto para ocorrer no final de 2014, mas foi adiado, realizando o mesmo em 11 de Maio de 2015, no Aeroporto de Buochs, na Suíça, em um total de 55 minutos. A ocasião marcou o início de voos de teste para a campanha de certificação de dois anos da aeronave. Na data em que P01 fez seu primeiro voo, a certificação do PC-24 e subsequentes entregas iniciais de aeronaves foram antecipados para ocorrer em 2017.
Em 16 de novembro de 2015, o P02 (HB-VXB), o segundo protótipo, realizou seu voo inaugural, com duração de 82 minutos. Até essa data, o P01 já tinha acumulado um total de 150 horas de voo e realizou mais de 100 voos. Em maio de 2016, o P01 deu um breve intervalo no programa de teste para aparecer na exposição estática na EBACE; Por este ponto, P01 e P02 tinham acumulado mais de 500 horas de voo entre eles. Durante a EBACE 2016, foi comentado que o programa estava no caminho certo e que os testes estavam decorrendo sem problemas, e durante uma travessia transatlântica para os EUA, o P02 tinha alcançado uma velocidade de cruzeiro de mais de 800 km/h, que foi melhor do que o esperado.

## Especificações (PC-24)

### Características gerais
- Tripulação: 1 ou 2 (piloto e co-piloto)
- Capacidade: 10 passageiros
- Comprimento: 16,8 m
- Envergadura: 17,0 m
- Altura: 5,3 m
- Peso vazio: 4.967 kg
- Máx. peso de decolagem: 8,006 kg
- Motorização: 2 × turbofans Williams FJ44-4A, 1,542 kgf (15,1 N) cada

### Atuação
- Velocidade de cruzeiro: 787 km/h
- Velocidade de estol: 150 km/h
- Alcance operacional: 3,610 km)
- Teto de serviço: 13,716 m
- Taxa de subida: 20,70 m/s
- Carga de asa: 259 kg/m2